# Vicia
Vicia es un género de plantas herbáceas de la familia Fabaceae con unas 230 especies aceptadas, de las más de 900 descritas,

## Descripción
Son plantas herbáceas anuales o perennes. Los tallos son delgados y ramificados y pueden estar en posición vertical,  pero muchas especies tienen zarcillos con los que trepan sobre otras plantas.
Las hojas son generalmente pinnadas. Los raquis terminan en un zarcillo o una punta con púas. Las flores son desde individuales hasta con unas pocas en las axilas de las hojas o en laxas inflorescencias racemosas. Las flores son hermafroditas, zigomorfa y con doble perianto. Los cinco sépalos desiguales se fusionan en forma de campana, a menudo peluda. Los cinco pétalos están dispuestos en la estructura típica de la flor en forma de mariposa. Los colores de la gama de pétalos de muchos tonos de azul o violeta hasta el rojo, amarillo o blanco. La leguminosa es aplanada y contiene entre siete y cincuenta y ocho semillas. La mayor parte de las semillas son oblongas y a menudo tienen un aril delgado y alargado.

## Distribución
Género nativo de Europa, Asia y África. 

## Ecología
Las especies de Vicia son alimento de larvas de algunas spp. de Lepidoptera: Chionodes lugubrella (registrada en V. cracca), Phlogophora meticulosa, Gymnoscelis rufifasciata, Axylia putris, Eupithecia centaureata y dos bichos canastos del género Coleophora alimentados exclusivamente en Vicia: C. cracella y C. fuscicornis (el último come exclusivamente V. tetrasperma).

## Usos

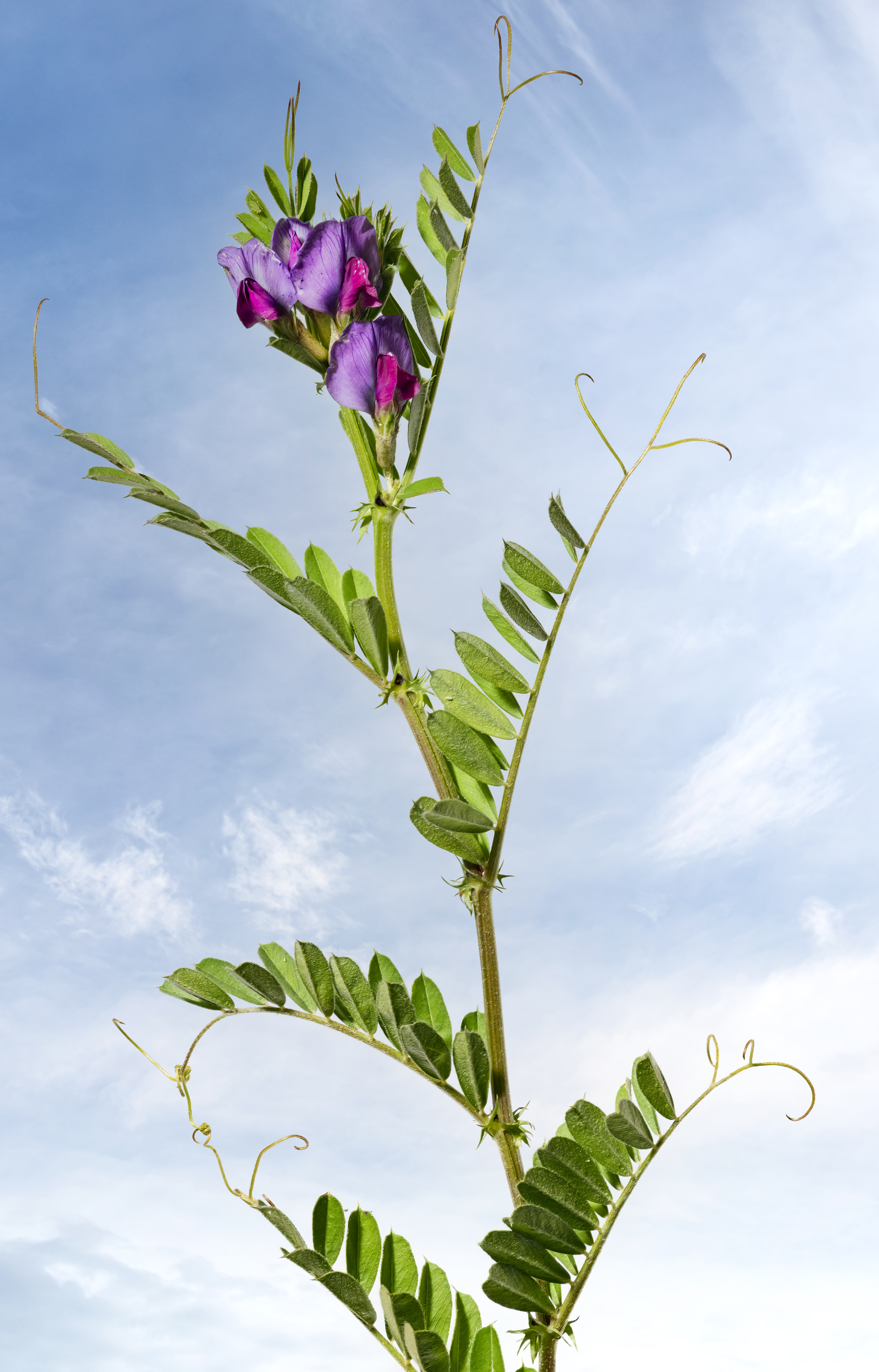
Vicia sativa

Una de las especies, Vicia faba, (el haba), es cultivada para el consumo humano, mientras que otras como Vicia sativa, Vicia ervilia, Vicia articulata, Vicia narbonensis, Vicia villosa, Vicia benghalensis y Vicia pannonica se cultivan como forraje y grano de legumbre para ganadería o abono verde.
La Vicia ervilia, vezo amargo, es uno de los primeros cultivos domesticados en el Cercano Oriente.
Ciertas especies de vezos son susceptibles de consumo por animales rumiantes, pero no para animales monogástricos (como los humanos) debido a una toxina. Sin embargo, la semilla de Vicia sativa se parece mucho, cuando está partida, a la lenteja (Lens culinaris), y se han reportado casos de vezo deliberadamente entremezclado con lenteja desde Australia vendido para consumo humano en Bangladés, Pakistán y Egipto, tradicionales consumidores de lenteja. Esto resultó en la prohibición por parte de estos países de importar lenteja roja desde Australia, lo que durante un tiempo hundió el mercado de la lenteja en este país.

## Taxonomía
El género fue descrito por Carlos Linneo y publicado en Species Plantarum 2: 734–737. 1753. La especie tipo es: Vicia sativa. 
Etimología
Vicia: nombre genérico que deriva del griego bíkion, bíkos, latinizado vicia, vicium = la veza o arveja (Vicia sativa L., principalmente).

## Especies aceptadas
Véase Anexo: Especies aceptadas del género Vicia (Fabaceae)

## Nombres vernáculos
A las plantas de este género se les llama comúnmente vezos.